# 1969年ドイツ連邦議会選挙
1969年ドイツ連邦議会選挙（1969ねん ドイツ れんぽうぎかい せんきょ、ドイツ語: Bundestagswahl 1969）は、ドイツ連邦共和国（当時西ドイツ）の下院に該当するドイツ連邦議会（Deutscher Bundestag）の議員を選出するため1969年9月に行われた選挙である。

## 概要
1966年にCDU/CSUとSPDの大連立によって発足したキージンガー政権の下で行われた選挙である。選挙の結果、ヴィリー・ブラントを首班とするSPDとFDPによる連立政権第1次ブラント内閣が発足した。その後、1982年10月1日にFDPがSPDとの連立を解消して、ヘルムート・シュミット首相が戦後初の「建設的不信任投票」で退陣するまでSPD＝FDPの連立政権が続くことになった。

## 選挙データ
- 連邦首相：クルト・ゲオルク・キージンガー（キリスト民主同盟）
- 与党：キリスト教民主・社会同盟（CDU/CSU）＋社会民主党（SPD）・・・（大連立）
- 連邦議会定数：496議席（表決権が制限されている西ベルリンの22議席を除く）
- 選挙制度：小選挙区比例代表併用制（小選挙区248議席）

全体の議席は第2投票（政党への投票）の得票に応じて比例配分されるが、少数政党の乱立を防止する観点から、①全国集計で5％以上の得票を得た、②第1投票（選挙区候補者への投票、最多得票を得た候補が当選）で3名以上の当選者を出した、いずれかの要件を満たした政党にのみ比例配分される。尚、選挙区議席が比例配分議席を上回った場合は超過議席となる。

選挙制度に関する詳細はドイツ連邦議会#選挙制度を参照
- 有権者数：38,677,235名

## 選挙活動

### 選挙ポスター

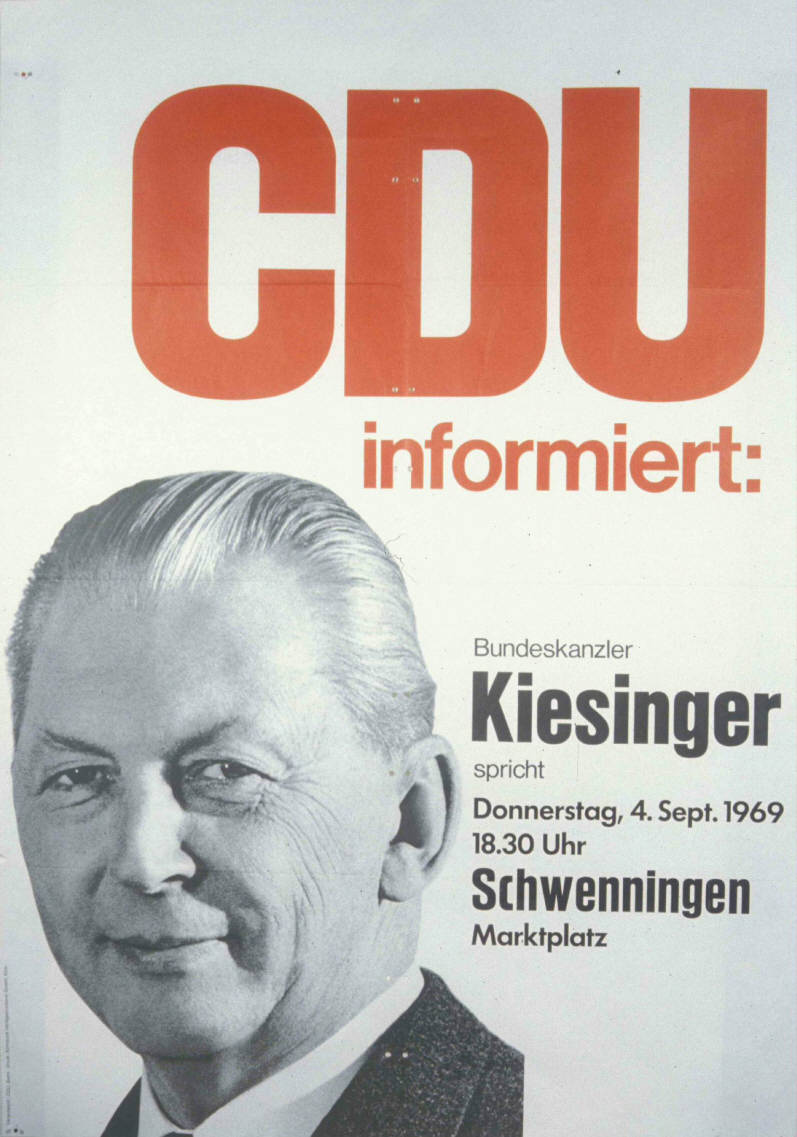
CDU
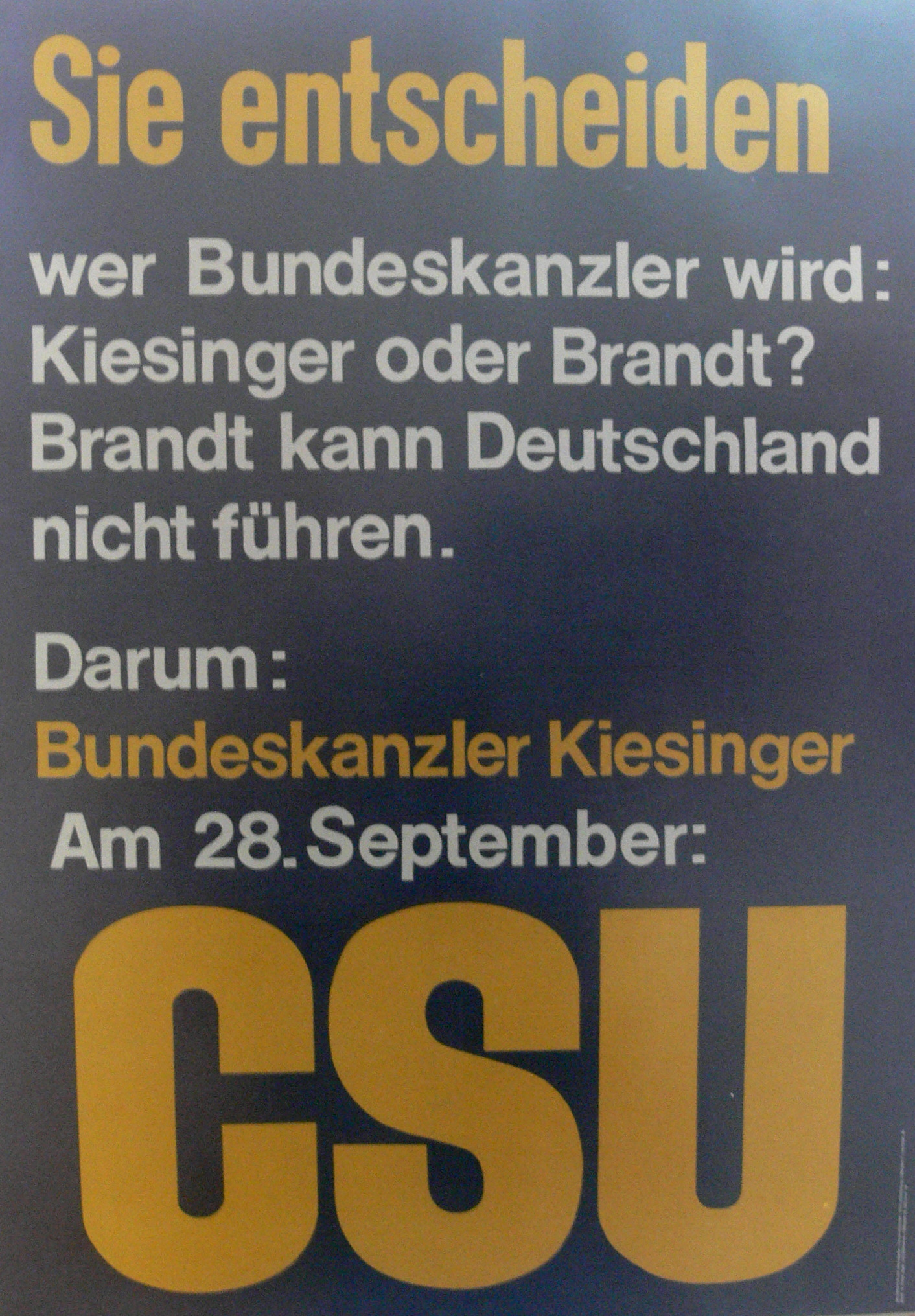
CSU
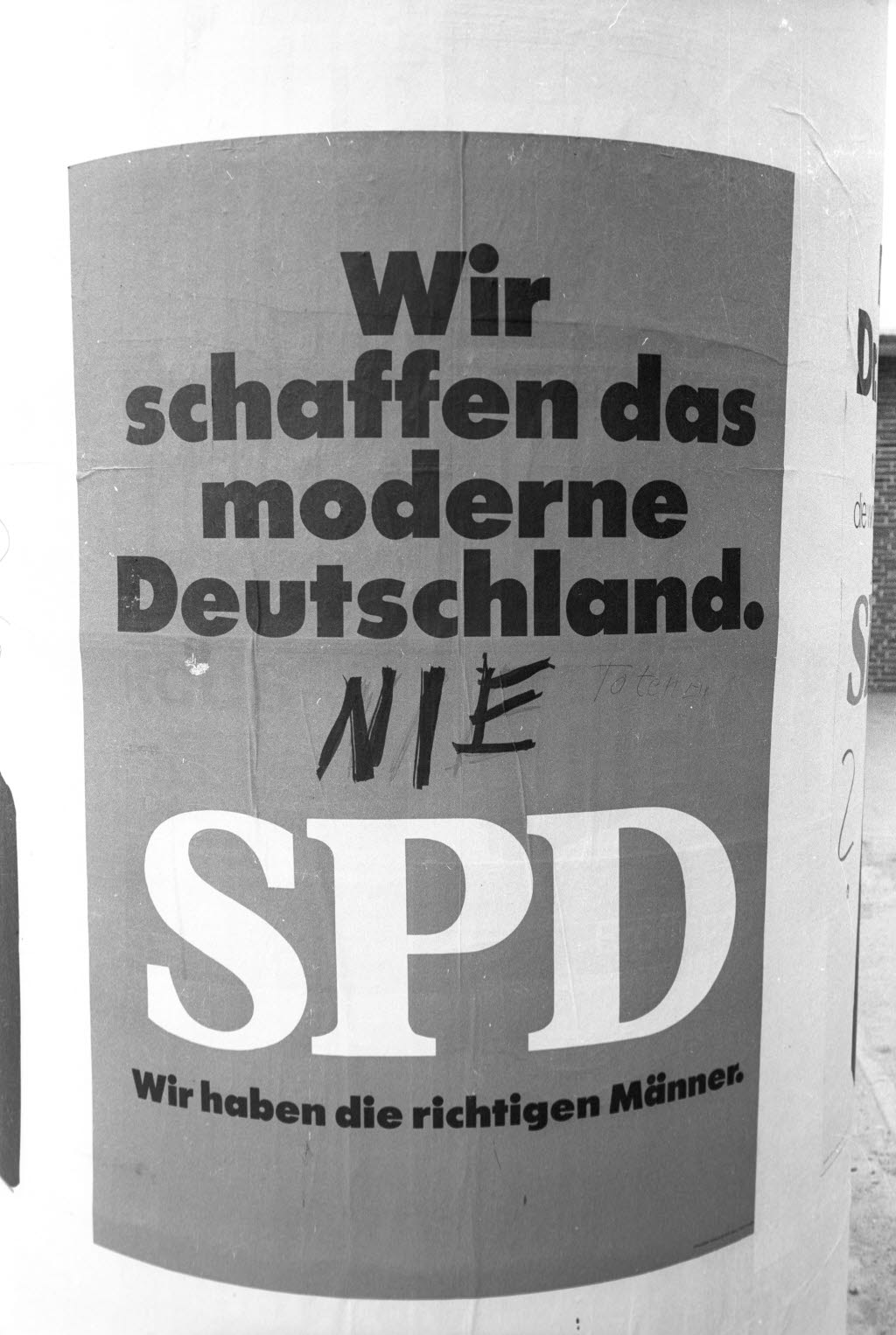
SPD
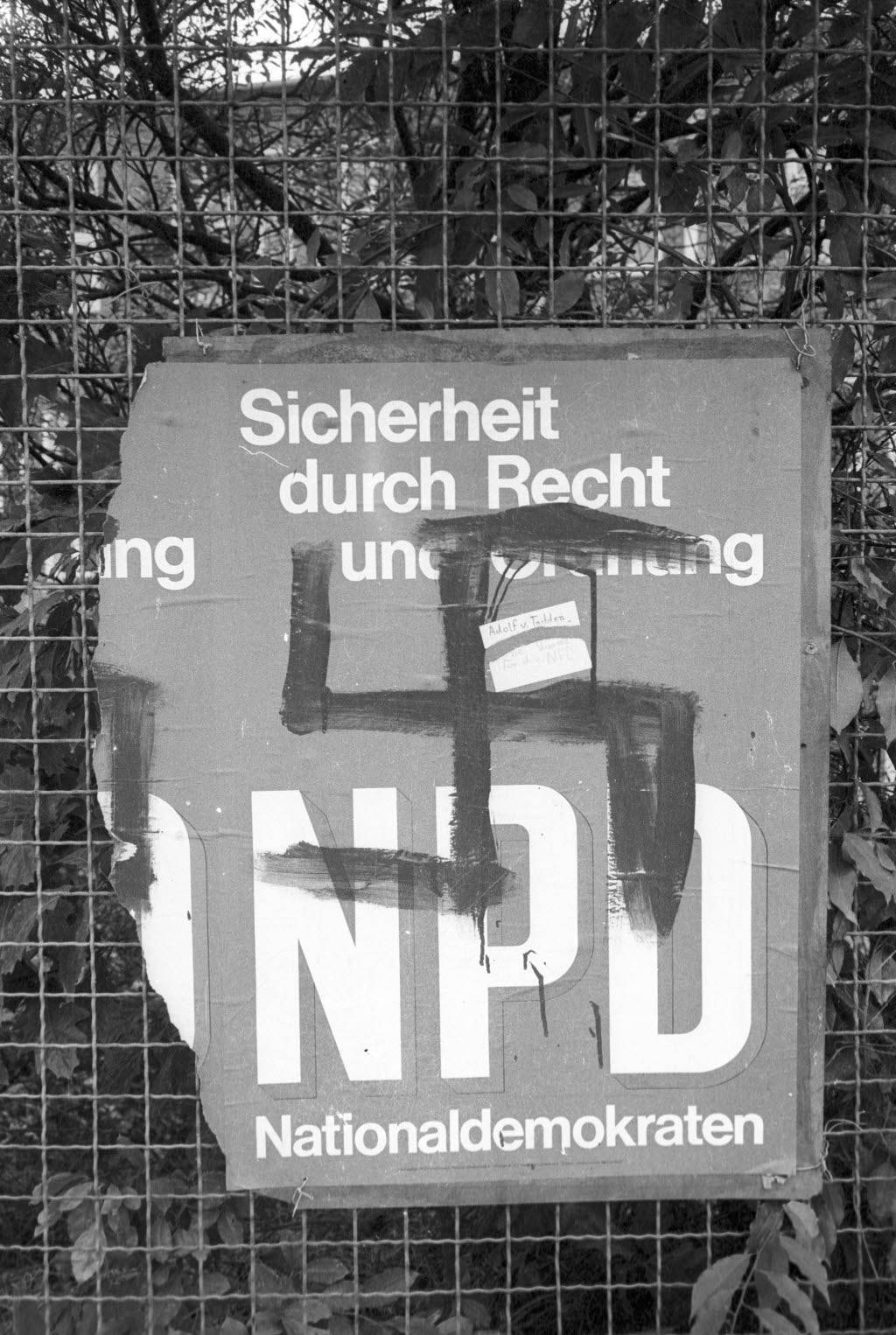
NPD (破損)
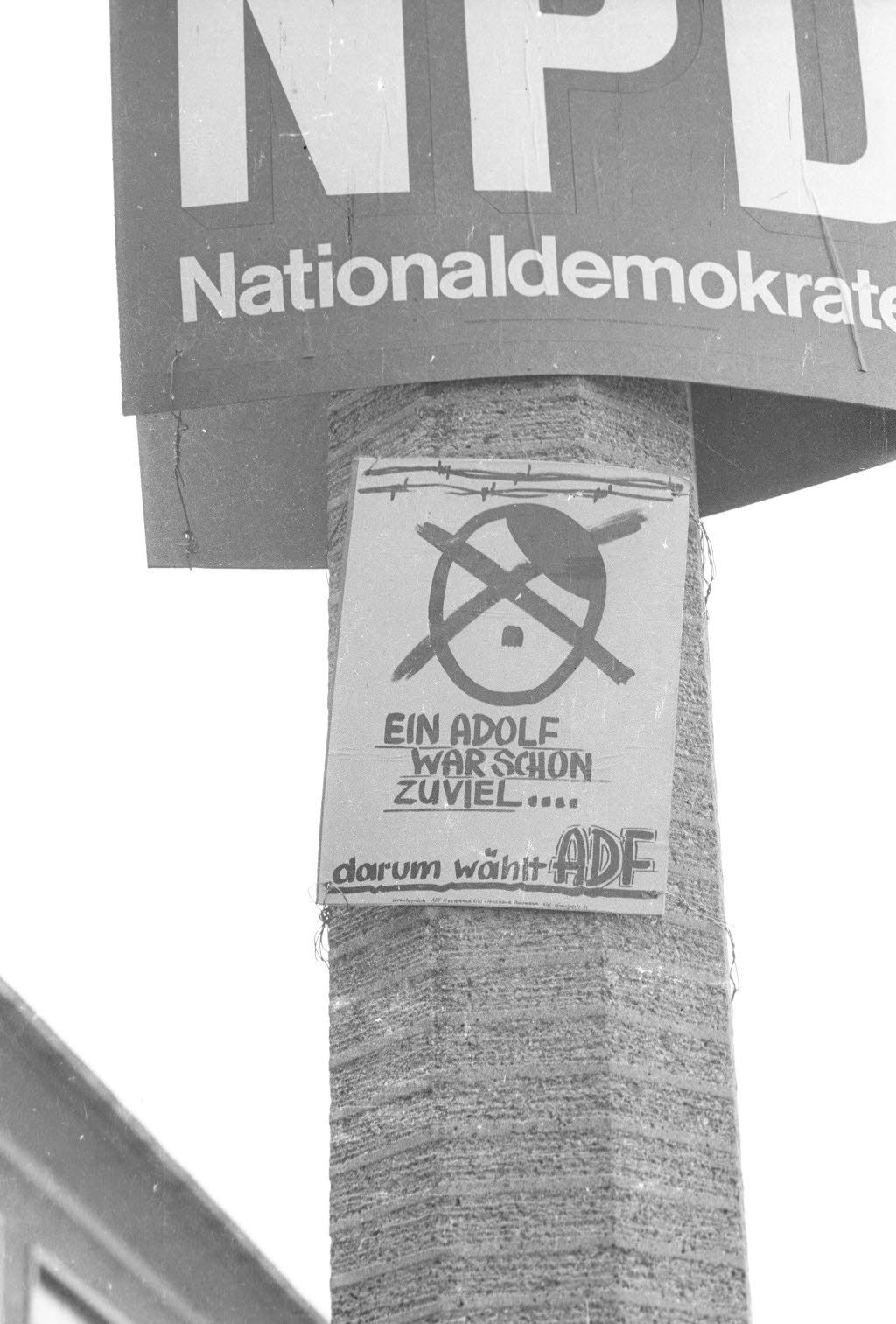
ADF
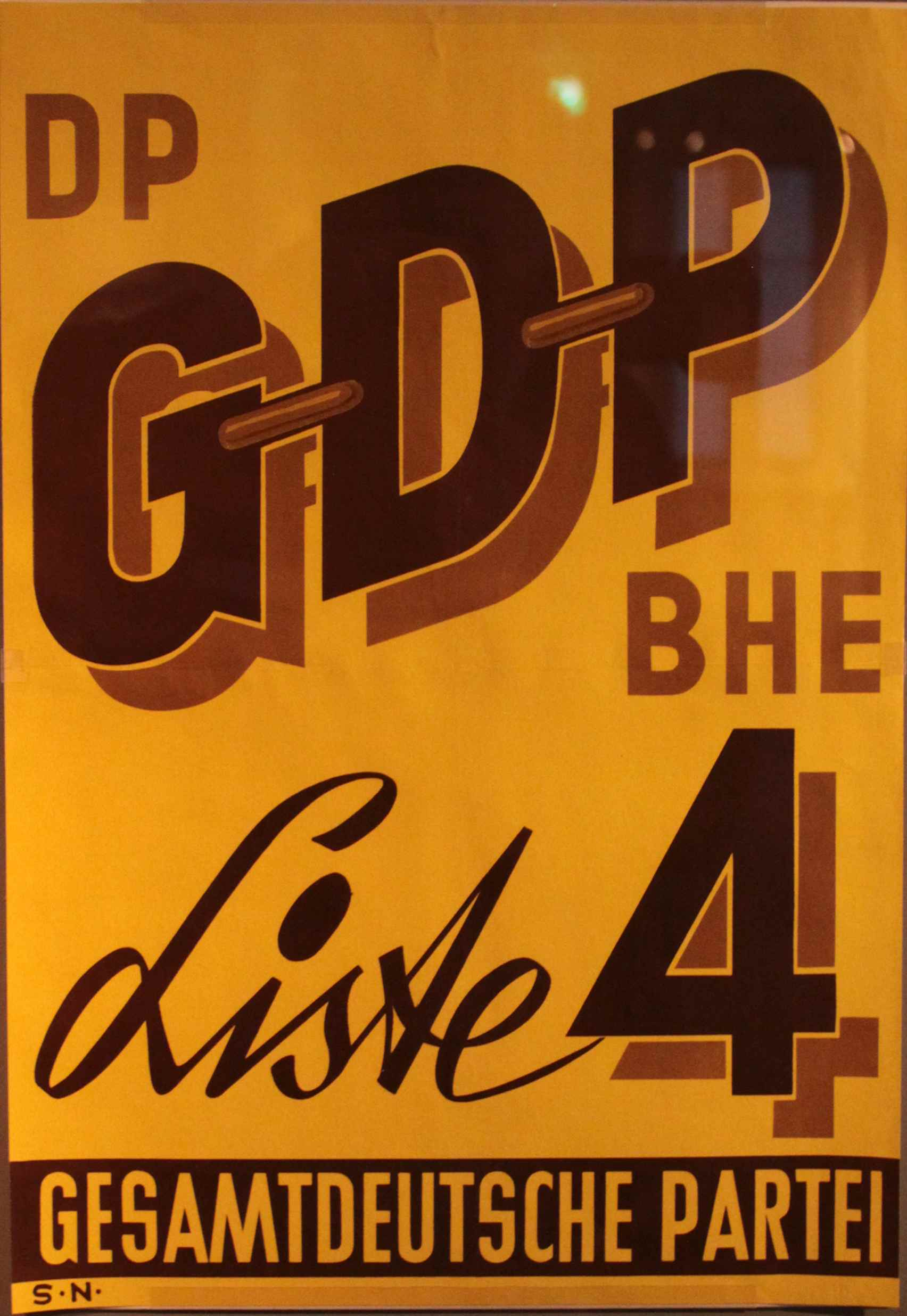
GDP

### リーフレット

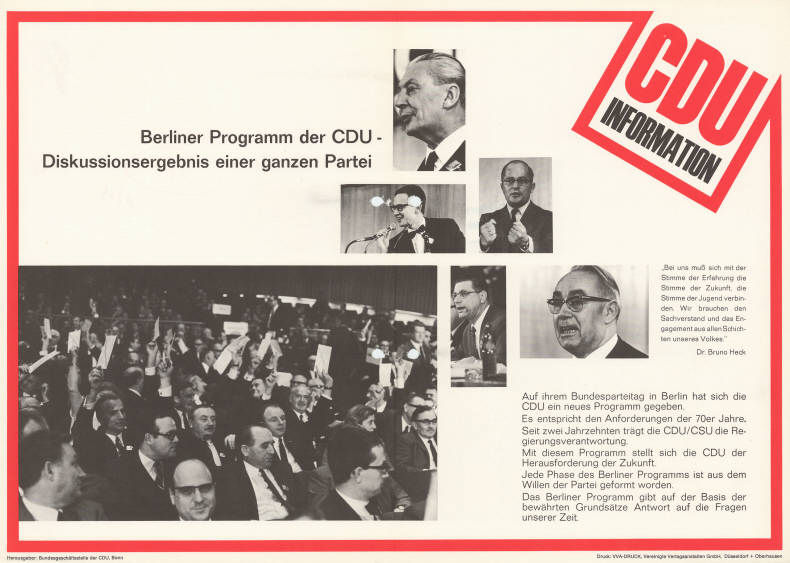
CDU
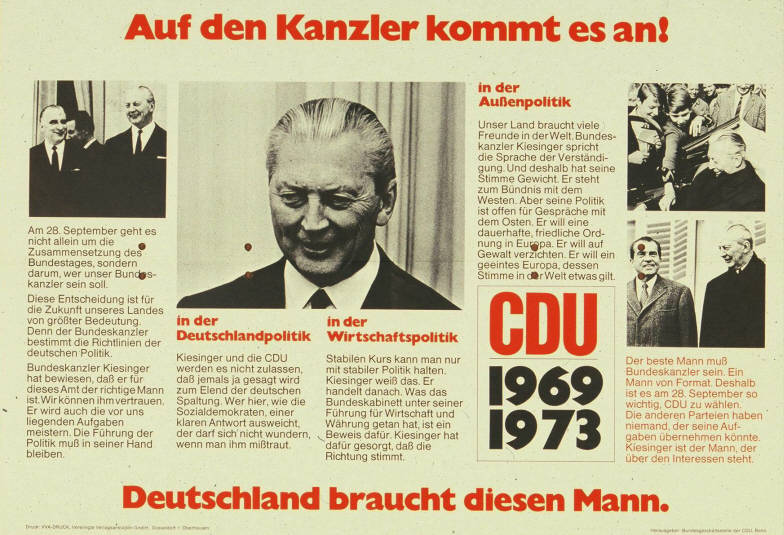
CDU
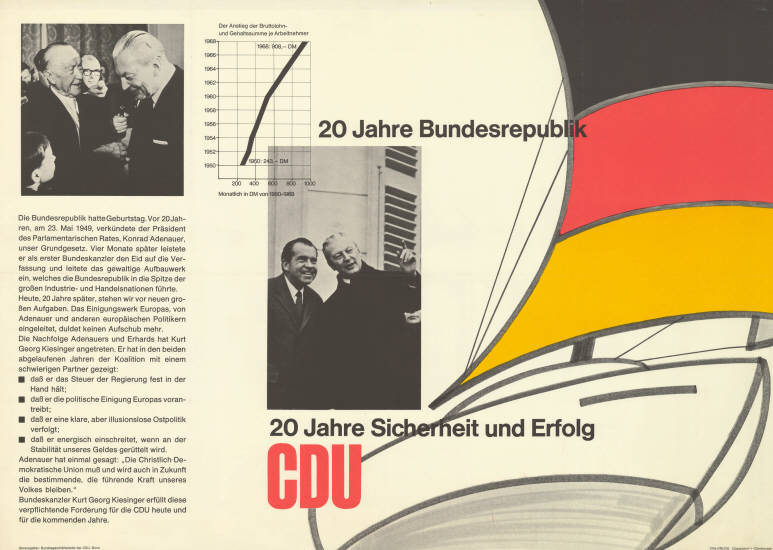
CDU

### 投票所

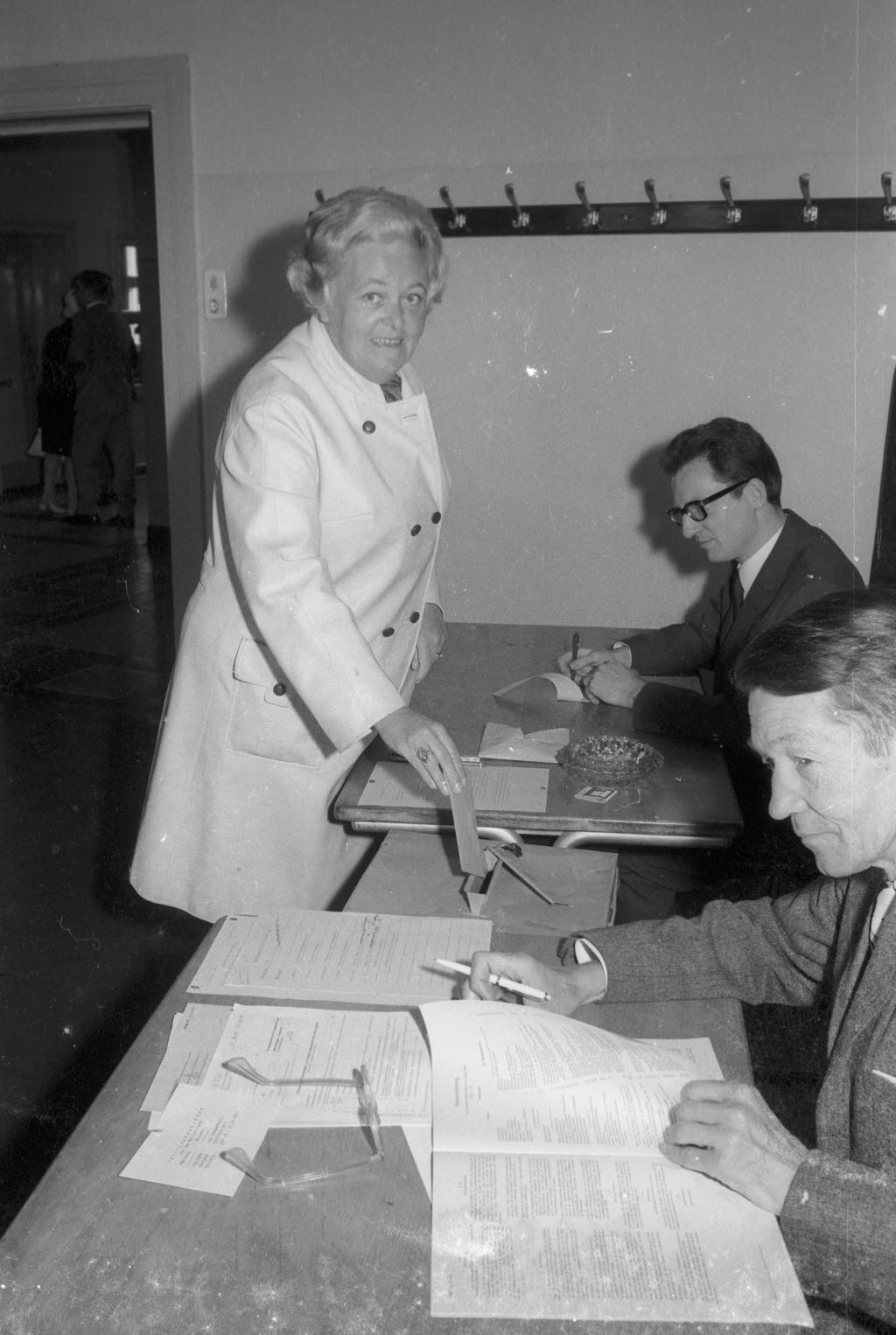
キールの投票所
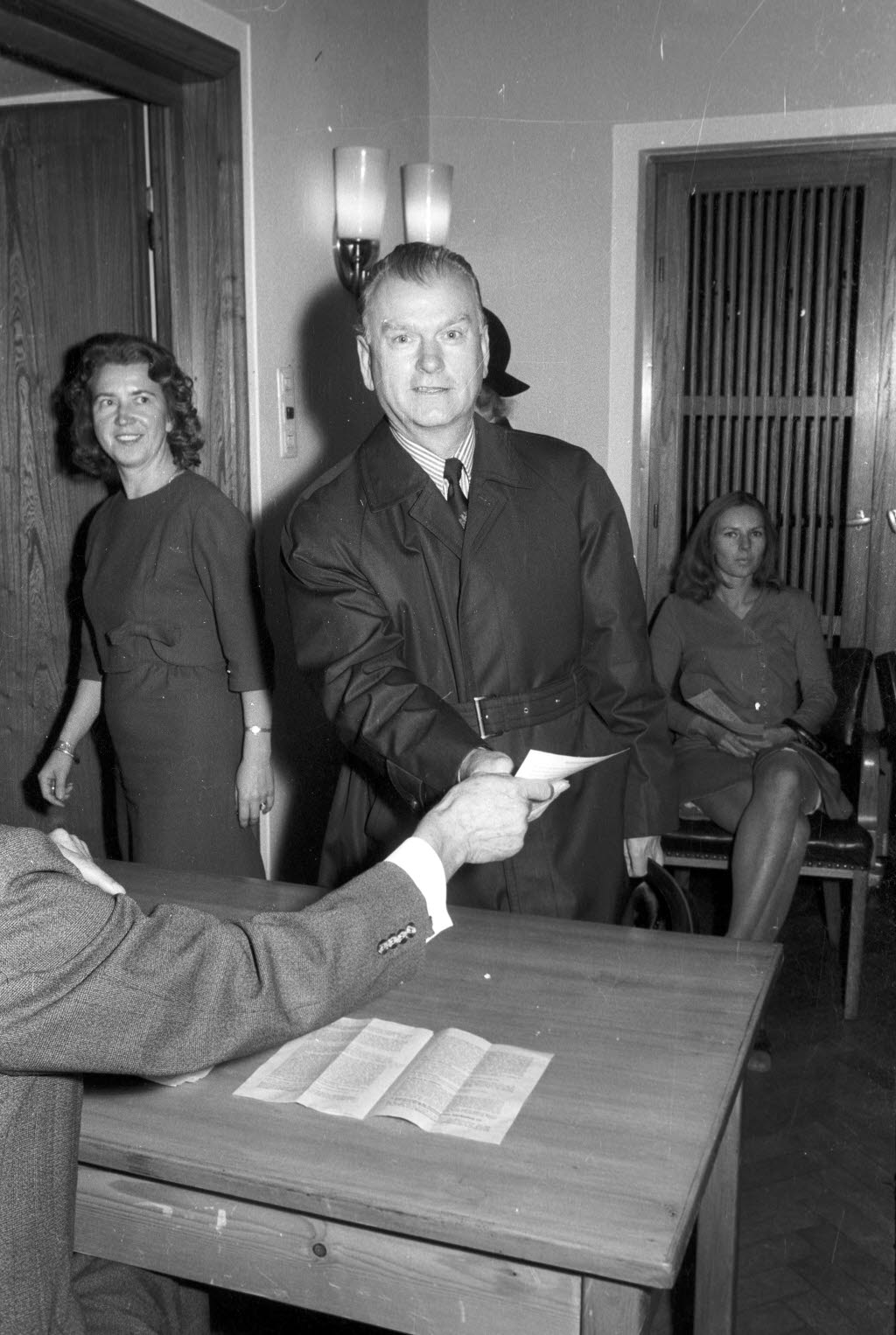
キールの投票所

### ギャラリー

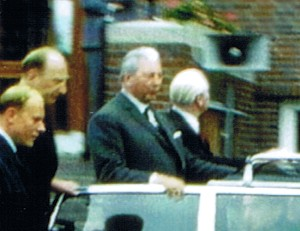
ニーダーザクセン州で遊説するキージンガー首相(CDU)
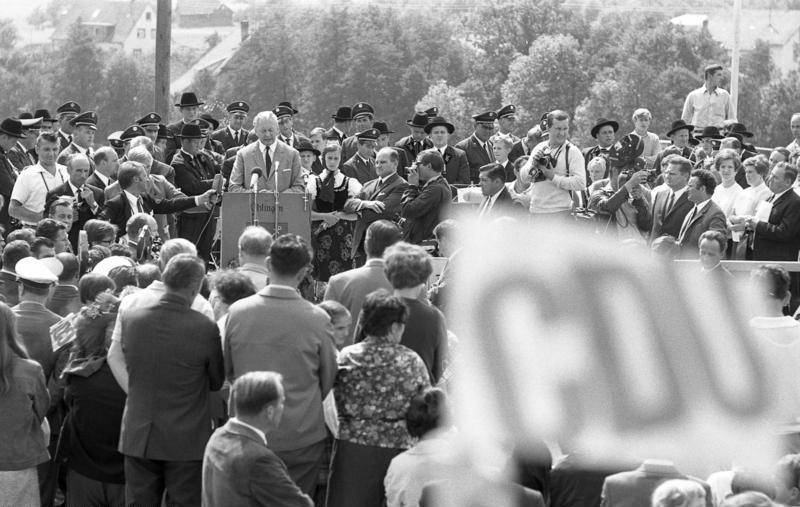
バーデン＝ヴュルテンベルク州で遊説するキージンガー首相(CDU)
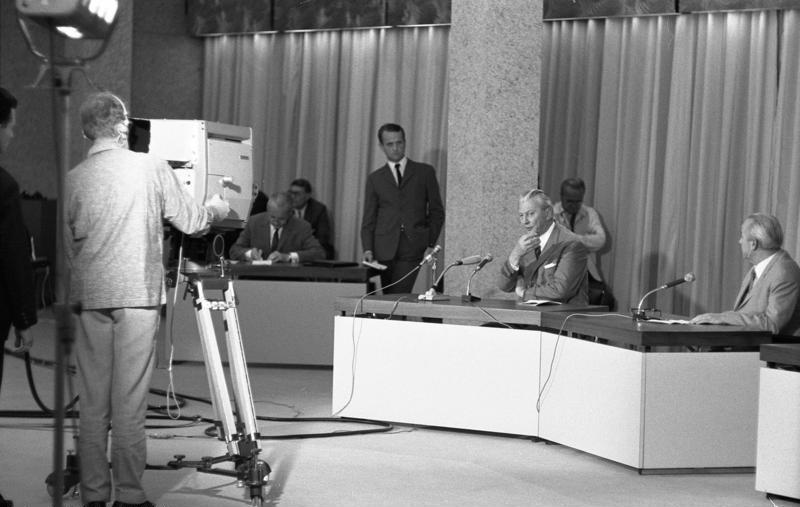
テレビインタビューに答えるキージンガー首相(CDU)
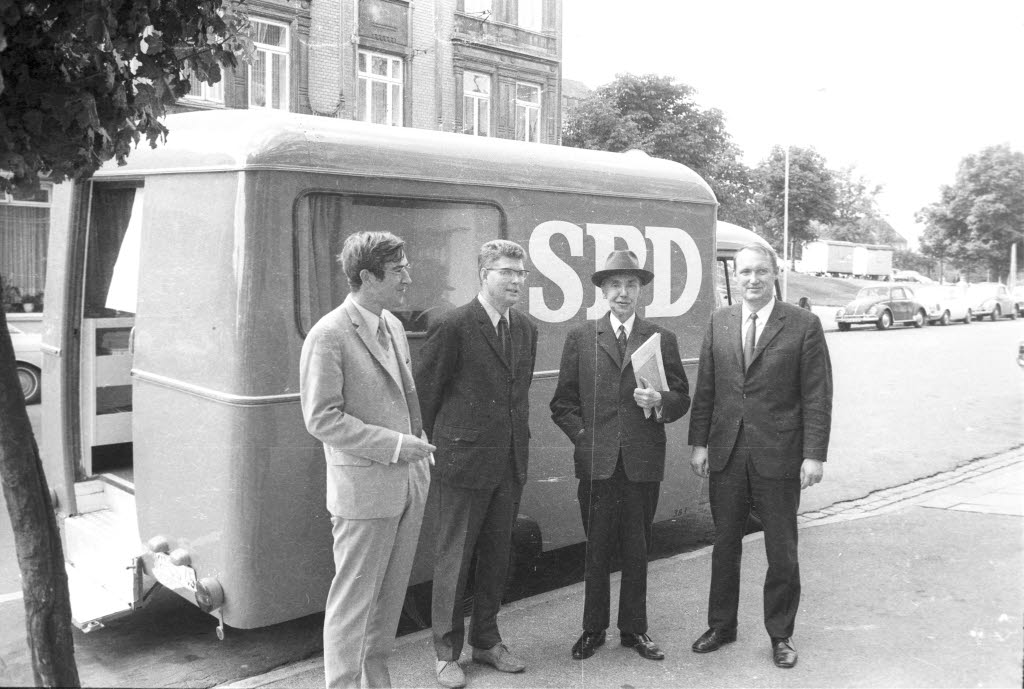
SPDの宣伝カーの前に立つ候補者と地方議員
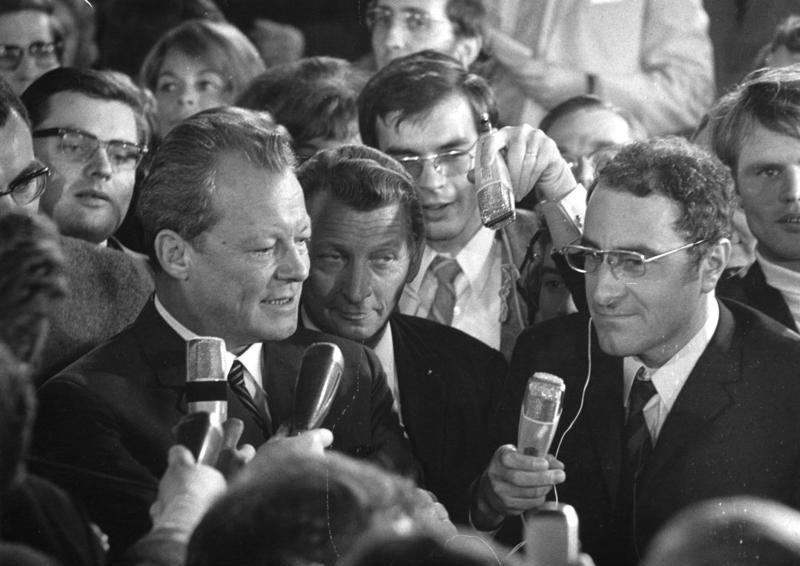
投票日の9月28日夕方にインタビューを受けるSPD党首(副首相兼外相)のヴィリー・ブラント
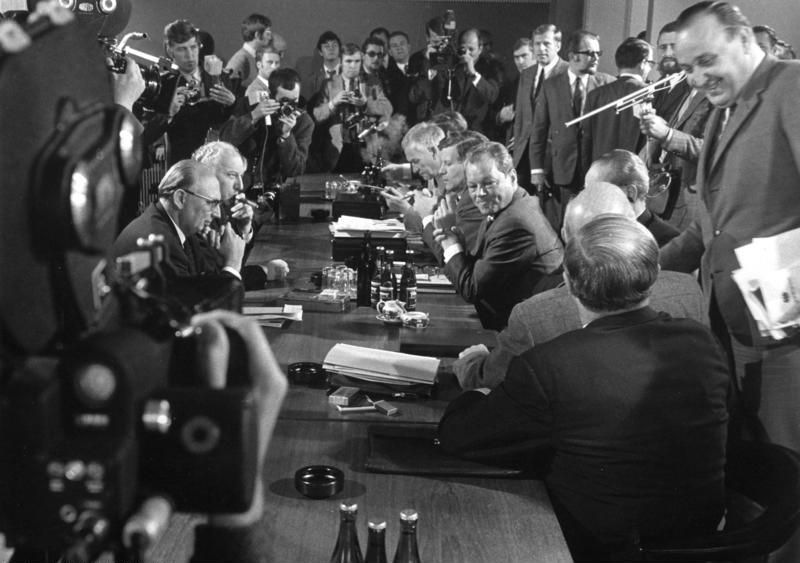
SPDとFDPの連立交渉

## 選挙結果
- 投票日：1969年9月28日
- 投票者数：33,523,064名（投票率86.7％）
- 有効投票数：32,966,024票（第2投票）

|      |                                                                                     |                                                                                     |            |            |            |          |          |            |                      |
| 党派 | 党派                                                                                | 党派                                                                                | 候補者投票 | 候補者投票 | 政党投票   | 政党投票 | 議席数   | 議席数     | 西ベルリン選出議席数 |
| 党派 | 党派                                                                                | 党派                                                                                | 得票数     | ％         | 得票数     | ％       | 全体議席 | （選挙区） | 1969-1972            |
|      | キリスト教 民主・社会同盟 (CDU/CSU)                                                 | キリスト教民主同盟 (CDU)                                                            | 12,137,148 | 37.1       | 12,079,535 | 36.64    | 193      | 87         | 8                    |
|      | キリスト教 民主・社会同盟 (CDU/CSU)                                                 | キリスト教社会同盟 (CSU)                                                            | 3,094,176  | 9.5        | 3,115,652  | 9.45     | 49       | 34         |                      |
|      | ドイツ社会民主党 (SPD)                                                              | ドイツ社会民主党 (SPD)                                                              | 14,402,374 | 44.0       | 14,065,716 | 42.67    | 224      | 127        | 13                   |
|      | 自由民主党 (FDP)                                                                    | 自由民主党 (FDP)                                                                    | 1,554,651  | 4.8        | 1,903,422  | 5.77     | 30       | 0          | 1                    |
|      | ドイツ国家民主党 (NPD)                                                              | ドイツ国家民主党 (NPD)                                                              | 1,189,375  | 3.6        | 1,422,010  | 4.31     | 0        | 0          |                      |
|      | 民主進歩運動 (ADF)                                                                  | 民主進歩運動 (ADF)                                                                  | 209,180    | 0.6        | 197,331    | 0.60     | 0        | 0          |                      |
|      | バイエルン民族党 (BP)                                                               | バイエルン民族党 (BP)                                                               | 54,940     | 0.2        | 49,694     | 0.15     | 0        | 0          |                      |
|      | ヨーロッパ党 (EP)                                                                   | ヨーロッパ党 (EP)                                                                   | 20,927     | 0.1        | 49,650     | 0.15     | 0        | 0          |                      |
|      | 全ドイツ党 (GPD) ドイツ党(DP)と故郷被追放者・権利被剥奪者ブロック(GB-BHE)の選挙連合 | 全ドイツ党 (GPD) ドイツ党(DP)と故郷被追放者・権利被剥奪者ブロック(GB-BHE)の選挙連合 | –          | –          | 45,401     | 0.14     | 0        | 0          |                      |
|      | 自由社会同盟 - 民主中道 (FSU)                                                       | 自由社会同盟 - 民主中道 (FSU)                                                       | 10,192     | 0.0        | 16,371     | 0.05     | 0        | 0          |                      |
|      | 中央党 (Zentrum (DZP))                                                              | 中央党 (Zentrum (DZP))                                                              | –          | –          | 15,933     | 0.05     | 0        | 0          |                      |
|      | 独立労働者党 (UAP)                                                                  | 独立労働者党 (UAP)                                                                  | 1,531      | 0.0        | 5,309      | 0.02     | 0        | 0          |                      |
|      | ドイツ人民党 (DV)                                                                   | ドイツ人民党 (DV)                                                                   | 461        | 0.0        | –          | –        | 0        | 0          |                      |
|      | 有権者団体・無所属 (Wählergruppen/Einzelbewerber)                                   | 有権者団体・無所属 (Wählergruppen/Einzelbewerber)                                   | 38,561     | 0.1        | –          | –        | 0        | 0          |                      |
| 合計 | 合計                                                                                | 合計                                                                                | 32,713,516 | 100.0      | 32,966,024 | 100.00   | 496      | 248        | 22                   |

- 出典：Wahl zum 6.Deutschen Bundestag am 28.September 1969(連邦選挙管理官（ドイツ語版）)
- 超過議席は無し

CDU/CSUは242議席、SPDは第2投票で初めて40％を突破し、224議席を確保した。これに対し、大連立で存続の危機にさらされた野党FDPは第2投票で議席阻止線の5％をかろうじて上回る5.8％と前回選挙より得票率と議席を減らす結果となった。また、大連立政権によって、連邦議会において総与党化の色合いが濃くなった結果、極右政党である国家民主党（NPD）が台頭し、本選挙において、第2投票で4.3％を獲得、ヘッセン州（5.1％）、ラインラント・プファルツ州（5.2％）、バイエルン州（5.3％）、ザールラント州（5.7％）の4州では5％を突破した。